# 青文字系雑誌
青文字系雑誌（あおもじけいざっし）とは『Zipper』『CUTiE』といった東京の原宿などで多く見かけるガーリー、個性的、非日常的、同性受けを狙ったファッションおよびそれらを多く取り上げる雑誌のことである。単に青文字系と呼ぶこともある。

## 概説
「青文字系」という言葉はアソビシステム株式会社代表の中川悠介が命名した。同社が主宰する原宿系イベントがテーマにするファッション性を、赤文字系と区別するために便宜上名付けたのが起源といわれている。
赤文字系が雑誌の表紙の文字色から生まれたのに対して、青文字系はそこが取り上げるファッション性を表現する意味合いが強いので、その性格も流動的で一部の雑誌を青文字系雑誌として括ることは難しいと思われる。
青文字系のファッションは、男性に媚びないガーリーでカジュアルなファッションとされる。また、渋谷を発信源としたギャル系ファッションよりも原宿発信のファッションを好み、赤文字雑誌の支持層に比べてカジュアルで独創的なファッションを好む傾向が強いとされる。ゴスロリ、ビジュアル系、ストリート系などのファッションがそのアイコンとされる。アパレル、ヘアメイク、デザイン系の専門学校生や卒業生といったクリエイティブ指向の高い読者が多く、異性の目を気にせず自分が良いと思ったものをファッションに取り入れる、10代後半から20代前半の支持層が中心。
特徴として挙げられるのは、ブログやツィッター、mixiといったインターネットメディアで圧倒的な支持を得ている点である。中には有名芸能人のアクセス数をはるかに凌ぐモデルも数多く存在し、ネット上での人気はここ数年赤文字系モデルをしのぐ。
赤文字系の読者モデルが、プロのファッションモデルの延長線上のポジションをイメージさせるのに対し、一般人でも親近感が湧きやすく、手軽にお手本にしやすいのが人気の理由といわれている。また、アパレル、デザイン、ヘアメイク、アーティスト、DJといったクリエイティブな職を兼ねる読者モデルが多く、赤文字系に比べidentityのセンスが良いイメージが強い。最近ではミュージシャンやタレントへと転向する青文字系モデルも登場している。
ギャル向け情報サイト『ギャル・リサーチ・プレス』（以下、GRP）は、連載コラム「GRPコラム」にてギャル系雑誌モデルと青文字系モデルを比較した。まず、雑誌での写真の表情について、「ギャル系雑誌のモデル達は、元気いっぱいに満面の笑みで笑っているのに対し、青文字系雑誌のモデルは、あひる口や口角を下げたりと無表情な姿でいる」と比較。また、ブログでは、ギャル達が顔をアップにした写真を掲載し、使用している付けまつげやカラーコンタクトなどを紹介するなど顔中心の盛りを意識しているのに対し、青文字系は全身の写真を載せて、その日のコーディネートや洋服・小物を紹介したりと、ファッション中心の雰囲気を重視しているとした。

## 文化的起源
1995年に増田セバスチャンによる表現の場として、センセーショナル・カワイイというコンセプトによる6%DOKIDOKIという店が原宿にオープンした。このコンセプトは若者を中心に大いに受け入れられ、後の原宿のKAWAii文化の中でも、青文字系の分野を形成するに至った。青文字系文化の起源である6%DOKIDOKIは、常に日本全国の若者の注目の的になっており、店頭に立つショップ・ガール,ショップ・ボーイの採用選考は毎回倍率200倍に達するほどの難関である。芸能人も好んで利用しており、きゃりーぱみゅぱみゅ, 篠原ともえ, 森三中の大島美幸などが常連である。

## 主な雑誌
青文字系に属する雑誌の刊行は宝島社が突出して多いが、それ以外の出版社からも発売されている。なお、各社ともに発売日にはバラつきがみられる。
宝島社刊
- mini（毎月1日発売）
- InRed（毎月7日発売）
- steady.（毎月7日発売）
- sweet（毎月12日発売）[7]
- SPRiNG（毎月23日発売）[7]

その他出版社
- Figue（双葉社 毎月1日発売）
- mina（主婦の友社 毎月20日発売）
- mer （学研 毎月17日発売、2013年2月に古着MIXガールズから誌名変更）
- Soup.plus+（モール・オブ・ティーヴィー 不定期）

電子版
- KERA（モール・オブ・ティーヴィー 毎月16日発売、2017年に紙媒体から電子版へ移行）[8]
- Soup.（モール・オブ・ティーヴィー 毎月23日発売、2017年に紙媒体から電子版へ移行）

休刊誌
- Zipper（祥伝社 毎月23日発売 = 2017年休刊）[9]
- CUTiE（毎月12日発売 = 2015年休刊）[9]
- JILLE（双葉社 毎月12日発売 = 2014年休刊）
- Lips（マガジンハウス 毎月23日発売 = 2014年休刊）
- Used Mix（KKベストセラーズ 毎月7日発売 = 2014年休刊）
- PS（小学館 毎月1日発売 = 2011年休刊）
- SEDA（日之出出版 毎月7日発売 = 2016年休刊）

## 人物
青文字系雑誌などにファッションが青文字系として取り上げられたことがある人物の例
- 木村カエラ[9]
- 仲里依紗[9]
- きゃりーぱみゅぱみゅ[8]

## 青文字系とされるモデルの書籍
- 『武智志穂familiar』 - （武智志穂、学研パブリッシング、2010/05）ISBN 978-4054045873
- 『武智志穂と行く かわいいマレーシア』 - （武智志穂、朝日新聞出版、2010/12/7）ISBN 978-4022508218
- 『AYA☆AMI』（ムック）- （鈴木亜耶＆亜美、主婦の友社、2010/7/16）ISBN 978-4072733608
- 『Rina rhythm』 - （田中里奈、学研パブリッシング、2012/06）ISBN 978-4054053342
- 『なつめさん』 - （三戸なつめ、学研パブリッシング、2013/7/23）ISBN 978-4054057661